# Manfred Findenig (Boxer)
Manfred Findenig (* 21. April 1960 in Weißenberg) ist ein ehemaliger österreichischer Boxer.

## Werdegang
Der in Deutschland geborene Findenig wurde in den Jahren 1978, 1979, 1980 und 1981 jeweils österreichischer Staatsmeister der Amateure (Leichtgewicht). Bei der Junioren-Europameisterschaft 1978 schied er im Viertelfinale aus, Bei der EM 1979 in Köln war für ihn nach einer Niederlage gegen den Iren Peter Davitt in der Vorrunde Schluss. Auch bei der EM 1981 kam Findenig nicht über die Vorrunde hinaus.
Mitte Oktober 1981 bestritt Findenig seinen ersten Kampf als Berufsboxer, verlor diesen aber gegen David Oleme aus Kamerun, den er in einem zweiten Duell im Januar 1982 dann besiegte. Ende März 1983 stand Findenig in Wien Otto Zinöder im Ring gegenüber, es ging um den österreichischen Meistertitel im Weltergewicht. Findenig hatte Zinöder bereits Juni 1982 bezwungen und gewann auch den zweiten Vergleich, durch den er den Titel des Staatsmeisters errang. Nach einer Niederlage gegen den Italiener Giovanni Carrino im März 1984 pausierte er mehr als drei Jahre, im Mai 1987 stand Findenig wieder im Ring und bezwang Tony Bawa aus Ghana. Mitte September 1987 kämpfte der Österreicher in Bad Homburg gegen den Deutschen René Weller, dessen Europameistertitel in diesem Duell aber nicht auf dem Spiel stand. Findenig verlor gegen Weller in dem Acht-Runden-Kampf nach Punkten.
Anfang Juni 1988 bezwang Findenig Jürgen Himmler im Kampf um die Staatsmeisterschaft im Weltergewicht vorzeitig. Sein letzter Kampf als Berufsboxer war im Mai 1989 (Unentschieden gegen Tony Bawa).